# Whitescape
Whitescape is een compositie van Sally Beamish.
Het is een werk geschreven voor orkest dat teruggrijpt op de beeldvorming van Noord-Europa, ijs en kou. Basis voor het werk was haar (dan nog) toekomstige opera getiteld Monster. Die opera is gebaseerd op het leven van Mary Shelley, schrijfster van Frankenstein. Whitescape is een voorbode van die opera en is deels gebaseerd op de denkbeelden die Shelley over het noorden had gekregen uit de dagboeken van haar moeder (Mary Wollstonecraft), maar ook op de herinneringen aan een reis naar Schotland in de jeugd van Shelley. Whitescape zou daarbij ook een weergave zijn van het ontstaan van het idee van een Frankenstein in het hoofd van de schrijfster. De opera zou pas in 2002 voltooid worde, Whitescape was in 2000 klaar.
De opdracht van dit werk kwam van het Kamerorkest van Zweden en het Kamerorkest van Schotland, waar Beamish wel vaker voor schreef. De eerste uitvoering werd gegeven door het Kamerorkest van Zweden in Örebro, op 1 maart 2001 onder leiding van Thomas Dausgaard. Anderhalve maand later werd het werk gespeeld in Inverness en St Andrews.
Orkestratie
- 2 dwarsfluiten (II ook piccolo), 2 hobo’s (II ook althobo), 2 klarinetten (II ook basklarinet), 2 fagotten (II ook contrafagot)
- 2 hoorns, 2 trompetten, geen trombones en tuba
- 2 man/vrouw percussie
- violen, altviolen, celli, contrabassen